# Nothoscordum dynamiandrum
Nothoscordum dynamiandrum är en amaryllisväxtart som beskrevs av Pierfelice Ravenna. Nothoscordum dynamiandrum ingår i släktet vaniljlökar, och familjen amaryllisväxter. Inga underarter finns listade i Catalogue of Life.